# Grammofon

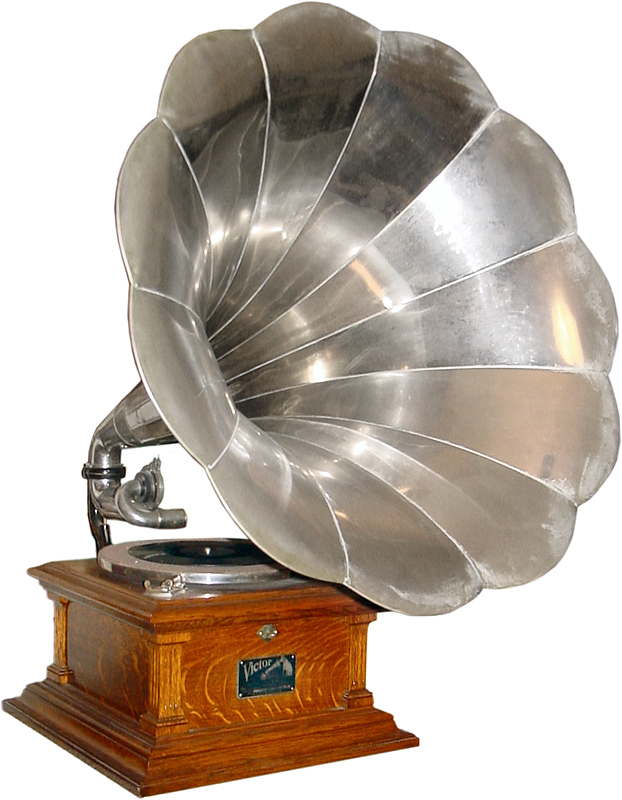
Grammophon Victor V, Victor Talking Machine Co.

Grammofonen är en maskin som används till att spela upp grammofonskivor. Den uppfanns i slutet på 1880-talet av den tysk-amerikanske uppfinnaren Emile Berliner. Moderna elektroniska grammofoner kallas skivspelare, se avsnittet modern grammofon.

## Lagringsmedia
Till skillnad från Thomas Edisons fonograf, lagrar man här ljudet på en rund roterande skiva (som ej kan återinspelas på) istället för en ihålig cylinder. Detta kom att underlätta för industrin då man kunde börja serietillverka skivor i skivpressar.
På 1920-talet slutade man med tillverkningen av fonografer (annat än som diktafoner) och nu var grammofonskivor det lagringsmedium för ljud som fanns att tillgå. Magnetbandet hade visserligen uppfunnits, men det skulle dröja till 1950-talet innan man började använda det allmänt.

## Trattgrammofon

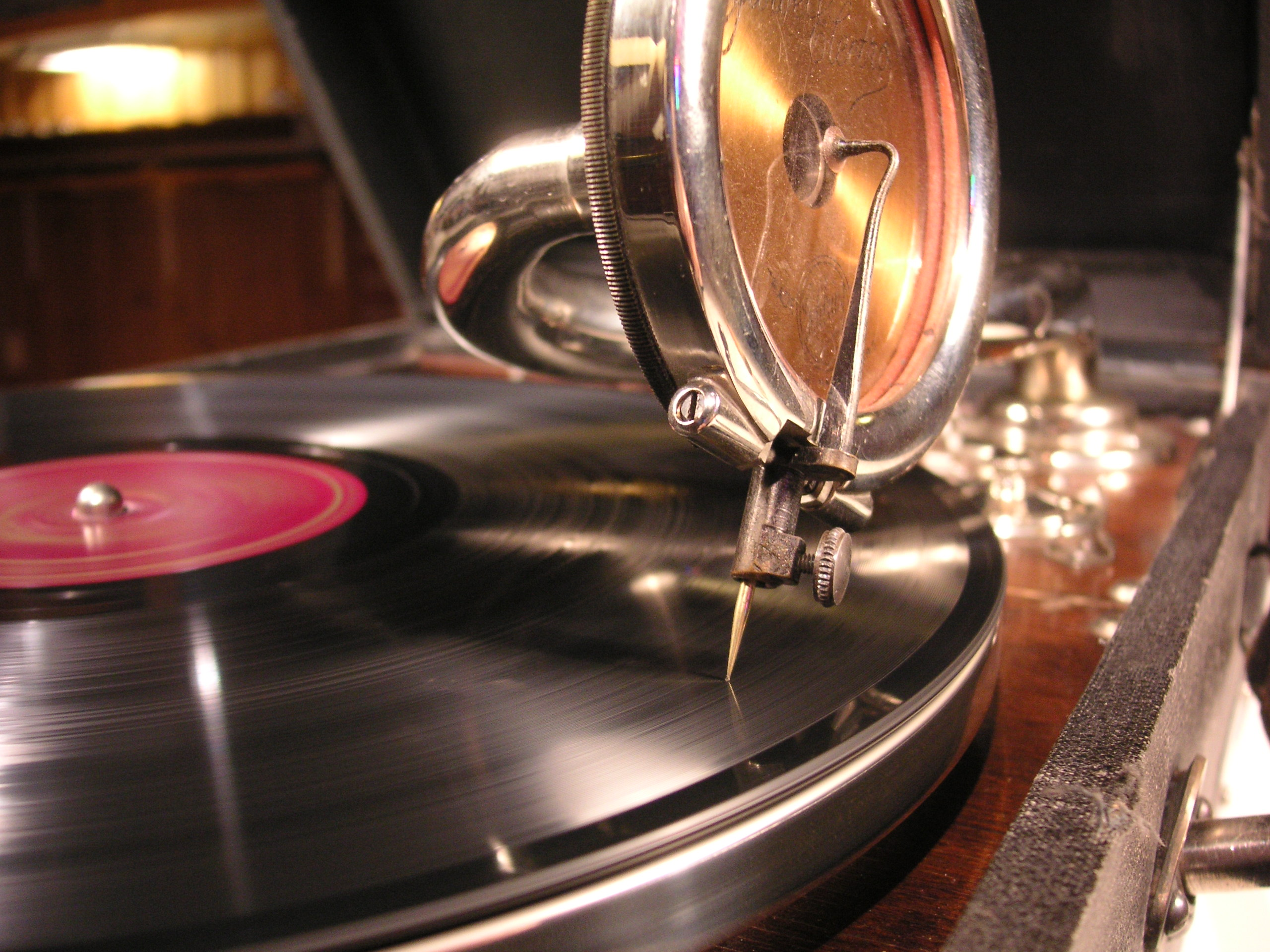
Akustisk pickup, detalj.

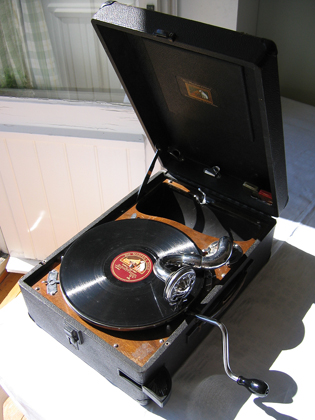
Resegrammofon av märket His Master's Voice från tidigt 1930-tal.

De första grammofonerna drevs helt och hållet med mekanisk energi.
Man spänner upp en fjäder, med hjälp av en vev som är fäst på utsidan av maskinen. När fjädern sedan sträcker ut sig, drar den med sig skivtallriken, som börjar att rotera. Sedan lägger man ner ljuddosan, även kallad pickup, med sin stålnål mot skivan. Nålen, eller stiftet som följer skivans spår, är fäst vid ett membran som därmed börjar vibrera och orsakar ljud. Ljudet går sedan in i ett rör som leder ut till en tratt (horn) som förstärker ljudet. Dessa grammofoner kallades allmänt för trattgrammofoner. 
De tidiga grammofonerna hade en konisk tratt vars utformning senare varierades. Redan på 1910-talet började man tillverka grammofoner där tratten ersattes av en ljudlåda, med galler eller dörrar framför ljudlådan för att kunna reglera ljudnivån.
På 1920-talet började så kallade resegrammofoner tillverkas. De fungerade på samma sätt som övriga grammofoner men var betydligt mindre och kompaktare och hade inbyggd tratt för ljudåtergivningen. Resegrammofoner var lätta att transportera, då de hopfällda blev sin egen väska. Dessa blev populära bland ungdomen som nu kunde ta med sig musiken – till exempel ut i naturen. De fjäderdrivna vevgrammofonerna fanns kvar till 1950-talet då de slutade tillverkas.

## Pickup

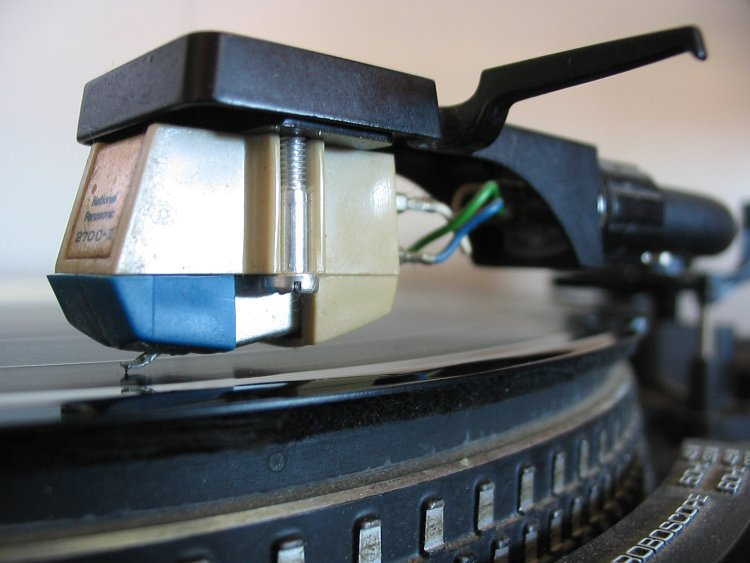
Vanligt förekommande magnetisk pickup.

1925 övergick man till elektronisk inspelning av grammofonskivor med mikrofon och 1926 introducerades i stället för grammofonens akustiska ljuddosa en nålmikrofon fastsatt på en lättrörlig arm. De variationer i ström som uppstår i pickupen (elektromagnetisk eller piezoelektrisk) förstärktes i en elektronrörsförstärkare med högtalare. Vanligtvis utnyttjades en befintlig radioapparat för det ändamålet och därför tillverkades dessa oftast med en grammofoningång till vilken grammofonen anslöts.

## Vinylskivor
Då de första vinylskivorna började tillverkas i slutet av 1940-talet gavs grammofonerna möjlighet att ställa in önskad hastighet för skivtallriken. Tidigare fanns bara en hastighet, 78 varv per minut, men nu fanns även 33 ⅓, 45 och 16 ⅔ varv per minut att tillgå. Pickupen hade fortfarande en nål som fångade upp ljudvågorna i skivans gravyr, men nu introducerades diamant och safir-nålar istället. De behövde inte bytas så ofta som de tidigare stålnålarna och de gjorde dessutom mindre åverkan på skivorna.
Elmotorer som via en drivrem fick skivtallriken att snurra ersatte också efterhand de fjäderdrivna.

## Ljudåtergivning
Ljudet återgavs i början i mono (monofoni) där man använde endast en överföringskanal och en högtalare för att bära fram ljudet. Med vinylskivorna kom stereon (stereofonin) som ljudåtergivningsmetod och grammofonerna måste anpassas efter stereotekniken.

## Radiogrammofon

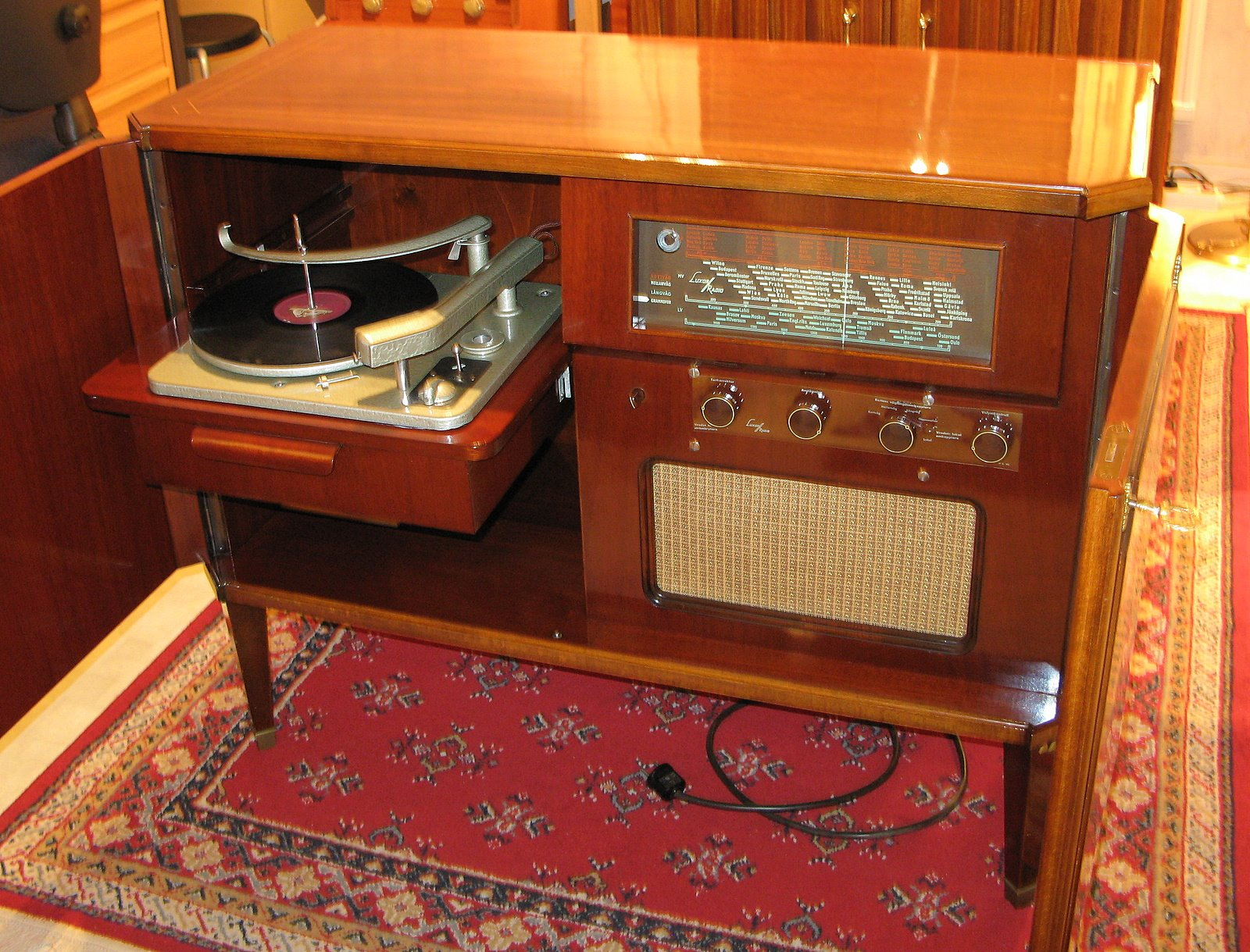
Radiogrammofon från 1940-talet.

Grammofonerna var ofta fram till 1950-talet hopbyggda med radiomottagare och högtalare, och man kallade dem allmänt radiogrammofoner. Dessa var stora och tunga då förstärkaren och radion använde elektronrör som behövde mycket ström för att fungera och höljet ofta var en rejäl möbel med påkostat snickeri. Eftersom 78-varvsskivorna rymde maximalt cirka 5 minuter per sida, var automatiska skivväxlare populära. Dessa möjliggjorde avlyssning av längre musikstycken utan manuellt byte av skivor.

## Modern grammofon

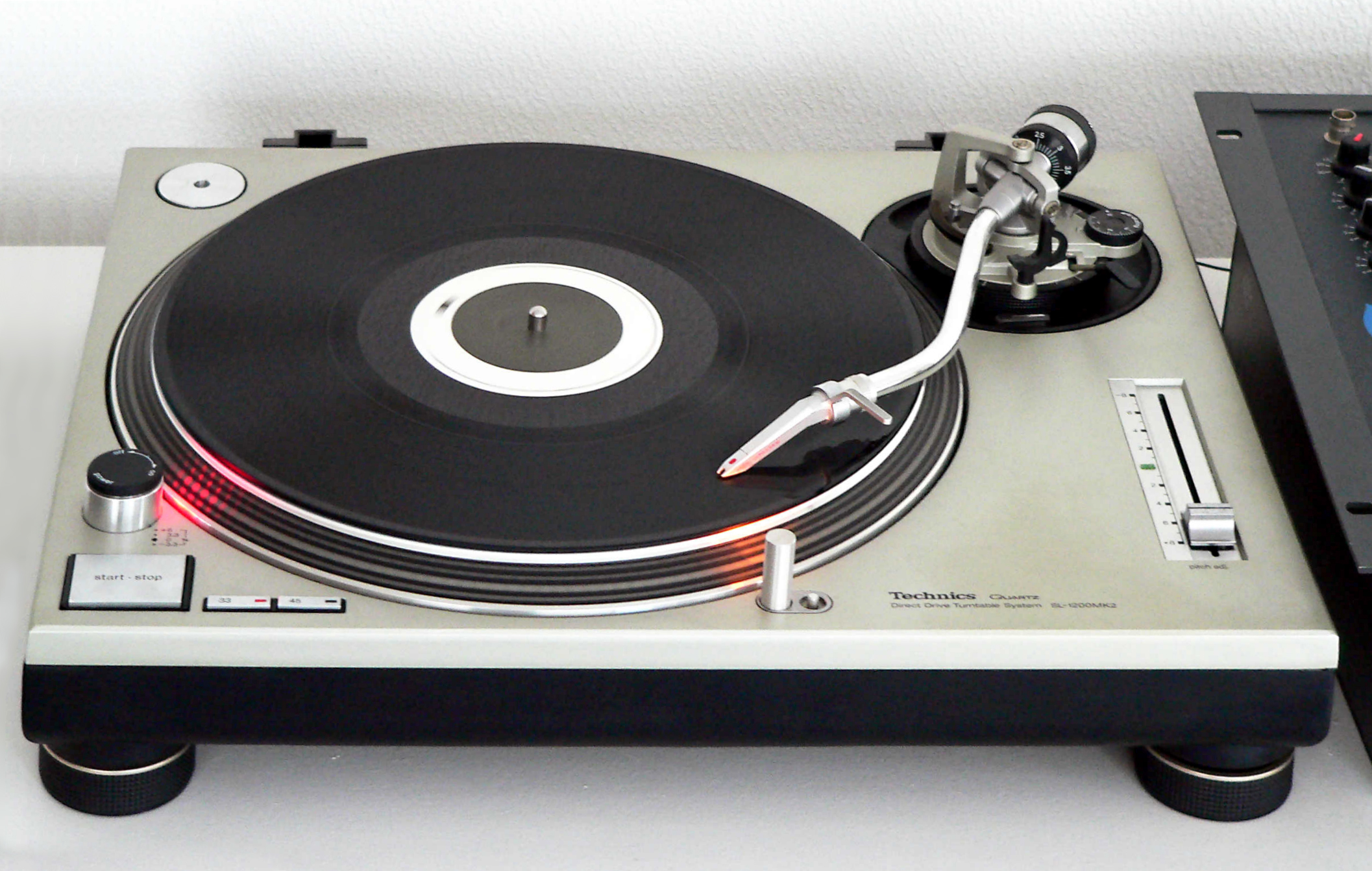
Skivspelare.

Med modern teknik och moderna komponenter har både kristallpickupen och elmotorn utvecklats men fungerar fortfarande efter samma grundprinciper som togs fram på 1920-talet. Senare tids grammofon kallas oftast skivspelare, och för ljudåtergivningen kopplas den till en separat förstärkare eller till en receiver via en kabel försedd med RCA-kontakter.
När cd:n började användas som ljudskiva under 1980-talet började såväl skivspelaren som vinylskivan successivt försvinna från marknaden. Sedan har emellertid trenden vänt och skivbolagen ger ut allt mer musik på vinylskivor vilka nu tillverkas i allt större volymer världen runt, så även skivspelare och tillhörande utrustning. År 2008 uppgavs att sedan Nielsen började sina mätningar 1991 hade det aldrig sålts fler vinylskivor något år än 2008. Försäljningen det året uppgick till 2 miljoner skivor. Antalet sålda album på CD det året var 362 miljoner, alltså många fler men det var ändå en minskning med 20 procent från året före.